# オートバックス・スポーツカー研究所
オートバックス・スポーツカー研究所（オートバックススポーツカーけんきゅうじょ、ASL）は、オートバックスセブンが運営するスポーツカー開発機関。ASLは「AUTOBACS SPORTSCAR LABORATORY」の略称である。

## 概要
オートバックスセブンの社内組織としてカスタムカープロジェクトを立ち上げた白木裕次が中心となり、2001年にトミーカイラのオリジナルスポーツカー開発研究部門を買収し、そのまま引き継ぐ形で設立された。
トミーカイラは2001年9月発売に向けて開発を進めていたミッドシップスポーツカーZZII（ズィーズィーツー）の開発資金の調達、オートバックスセブンは企業イメージの向上やマーケティングツールとしてのオリジナルカーの開発・販売という構想があり、双方の思惑や利害関係が一致したことでASLが誕生する。同時にトミーカイラより解良喜久雄を初めとするスタッフ5人がASLへ移籍した。
しかし、ASL第1号車として発表されたのはZZIIではなく後述するガライヤで、ZZIIはRS-01と名を変え同時発表されたものの、市販の予定はないとされた。

## 活動内容

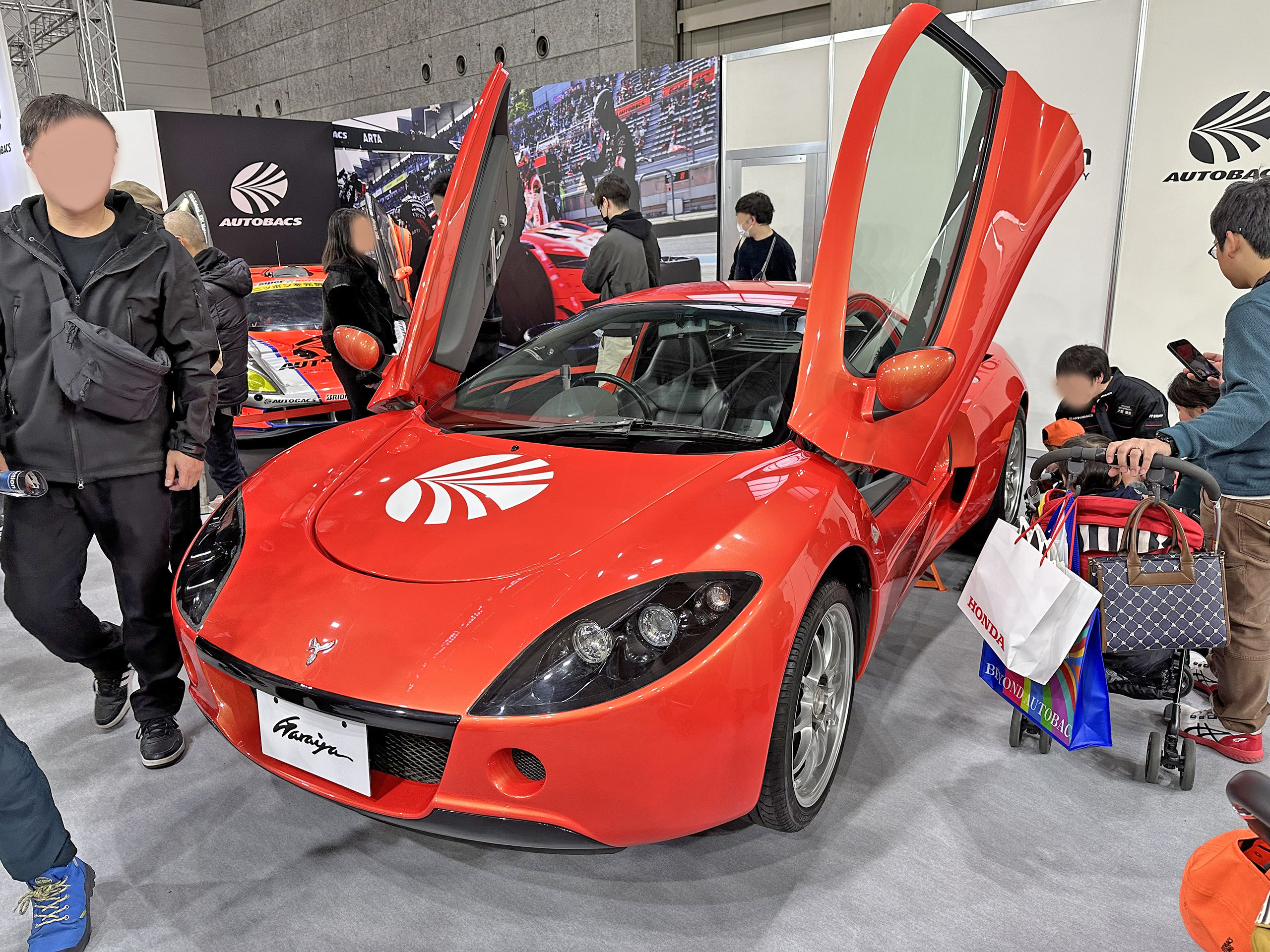
ガライヤ プロトタイプ

独自開発したスポーツカー「ガライヤ」を2002年秋からイギリスより輸入・販売する予定との発表がされた。ガライヤの初年度の販売目標は100台で、60台以上の受注があったと当時発表されている。しかしガライヤの開発は難航、発売延期のリリースが続き、2005年夏に製造・販売計画の中止が決定される。それに伴い、SUPER GTにARTAより参戦していたガライヤも2005年シリーズでシリーズチャンピオン獲得とならなかったこともあってそのシーズンを以て一旦参戦終了となる。これにより、ASLの公式ウェブサイトも消滅し、事実上の活動休止状態となった。

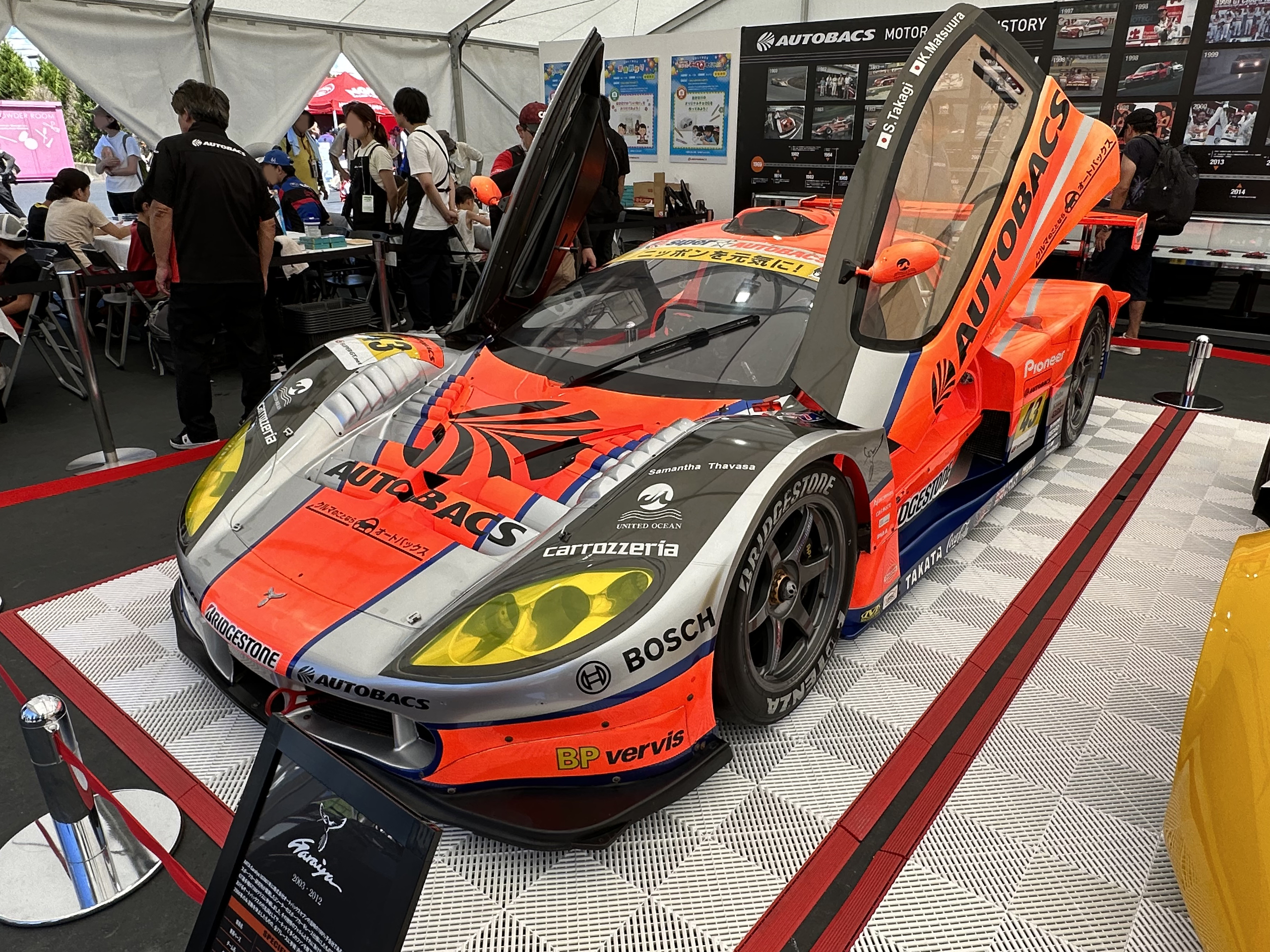
ガライヤ 2012年GT300仕様

だが、ガライヤは、鈴木亜久里の「ARTA発足10年目の節目に復活させたい」との思いにより2007年に再びARTAからSUPER GTのGT300部門での再参戦を果たし、レギュレーション上参戦可能だった2012年まで参戦を続けていた。ただし、実際のメンテナンスや開発は2010年まではapr、2011年～2012年はアルネックスによるものであり、更に開発責任者であった解良喜久雄が退社している現在、ASLの活動自体は現在も休止状態にあると考えられる。